# Der heilige Antonius von Padua
Der heilige Antonius von Padua ist eine der frühen geschlossenen Bildergeschichten des humoristischen Zeichners und Dichters Wilhelm Busch aus dem Jahr 1864, veröffentlicht 1870. Ähnlich wie Die fromme Helene (1872) und Pater Filucius (1872) ist die Bildergeschichte von der antiklerikalen Haltung Wilhelm Buschs geprägt.

## Inhalt
Der protestantisch erzogene Wilhelm Busch zweifelte an dem Begriff der Heiligkeit, die in Buschs pessimistischem Menschenbild nicht möglich war. „In protestantischer Anschauungen aufgewachsen mußte es mir sonderbar erscheinen, daß es im Ernste einen wirklichen Heiligen, einen Menschen ohne Sünde geben sollte.“ Entsprechend wandte sich Wilhelm Busch mit dieser Bildsatire gegen das Heiligenbild der katholischen Kirche.
Das Opfer seiner Bildsatire lässt sich nicht ganz eindeutig bestimmen. Der Name verweist auf Antonius von Padua, den 1231 gestorbenen portugiesisch-italienischen Franziskaner, Theologen und Prediger. Motive der Bildgeschichte scheinen eher dem Leben des Antonius des Großen entnommen zu sein. Wilhelm Busch zeigt ihn als einen verschmitzt berechnenden Menschen, der seine menschliche Sündhaftigkeit eindämmt, um sich dadurch die beständigeren Freuden an der Seite der Himmelskönigin Maria zu sichern. Er ist erotischen Abenteuern nicht abgeneigt, die Versuchung erscheint ihm als Balletteuse. Als asketischer Klausner bittet er um ein glaubhaftes Zeichen, worauf ein Schwein erscheint:
Und siehe da! – Aus Waldes Mitten

Ein Wildschwein kommt dahergeschritten.
Ab diesem Moment leben Asket und Schwein gemeinsam, bis sie zusammen sterben und beide gemeinsam im Paradies aufgenommen werden. Maria als Himmelskönigin empfängt die beiden mit den Worten:
Willkommen! Gehet ein in Frieden!

Hier wird kein Freund vom Freund geschieden.

Es kommt so manches Schaf herein,

Warum nicht auch ein braves Schwein!

## Wirkung
Der heilige Antonius von Padua erschien, als Pius IX. im 1. Vatikanischen Konzil das Dogma der päpstlichen Unfehlbarkeit verkündete, an dem sich die protestantische Welt außerordentlich rieb. Die Bildergeschichte wurde im Verlag Moritz Schauenburg veröffentlicht, in dem unter anderem auch Kommersbücher mit Liedern der Burschenschaften erschienen, die sich für ein einiges und freies Deutschland einsetzten. Die Veröffentlichungen des Verlags wurden deshalb besonders streng von der Zensur überwacht. Der heilige Antonius von Padua wurde beschlagnahmt. Am 8. Juli 1870 klagte die Staatsanwaltschaft in Offenburg den Verleger Moritz Schauenburg wegen „Herabwürdigung der Religion und Erregung öffentlichen Ärgernisses durch unzüchtige Schriften“ an, eine Anklage, die Wilhelm Busch sehr traf. Doch am 27. März 1871 sprach das Gericht in Offenburg den Verleger frei. In Österreich hingegen blieb das Werk bis 1902 verboten.
Moritz Schauenburg lehnte die Veröffentlichung der nächsten, teils antiklerikal geprägten Bildergeschichte Wilhelm Buschs ab. Die Fromme Helene erschien deshalb im Bassermann Verlag, der von Wilhelm Buschs langjährigem Freund Otto Friedrich Bassermann geleitet wurde. Anders als beim heiligen Antonius kam es hier zu keiner Anklage.

## Ausgaben
- Wilhelm Busch: Der heilige Antonius von Padua. Frankfurt am Main 1871. In: Rolf Hochhuth (Hrsg.): Wilhelm Busch, Sämtliche Werke und eine Auswahl der Skizzen und Gemälde in zwei Bänden. Band 2 Was beliebt ist auch erlaubt. Bertelsmann, Gütersloh 1959, S. 32–90 (dazu S. 91–97: Die Versuchung des heiligen Antonius. Ein Ballett).